# Hardin Township (Missouri)
Hardin Township est un ancien township  du comté de Clinton dans le Missouri, aux États-Unis,. 
Il est fondé en 1834 et probablement baptisé en référence au comté de Hardin dans le Kentucky, lieux d'origine de l'un des premiers pionniers.

## Source de la traduction
- (en) Cet article est partiellement ou en totalité issu de l’article de Wikipédia en anglais intitulé « Hardin Township, Clinton County, Missouri » (voir la liste des auteurs).